# De Aar
De Aar (wymowa afrikaans: [dɛ ɑːr]) – miasto w Republice Południowej Afryki, w prowincji Przylądkowej Północnej. Około 30 tys. mieszkańców, w tym 57% Koloredów, 33% Afrykanów i 8% białych. 69% ludności posługuje się językiem afrikaans, a 25% językiem xhosa. 